# Krzepnięcie krwi
Krzepnięcie krwi – naturalny, fizjologiczny proces zapobiegający utracie krwi w wyniku uszkodzeń naczyń krwionośnych. Istotą krzepnięcia krwi jest przejście rozpuszczonego w osoczu fibrynogenu w sieć przestrzenną skrzepu (fibryny) pod wpływem trombiny. Krzepnięcie krwi jest jednym z mechanizmów obronnych organizmu w wypadku przerwania ciągłości tkanek.
Dział nauk medycznych zajmujący się krzepnięciem krwi to koagulologia (łac. coagulo = powoduję krzepnięcie, logos = nauka).

## Przebieg procesu krzepnięcia krwi

Kaskada krzepnięcia krwi

W warunkach fizjologicznych proces krzepnięcia krwi zostaje zapoczątkowany przez przerwanie ciągłości łożyska naczyniowego i ma za zadanie zapobiec utracie krwi. W miejscu uszkodzenia naczynia dochodzi do odsłonięcia warstwy podśródbłonkowej, do której płytki krwi (trombocyty) natychmiast przylegają, po czym w wyniku zlepiania się z sobą tworzą tzw. czop płytkowy. Płytki krwi ulegają aktywacji i uwalniają szereg substancji czynnych z ziarnistości α i β, które dodatkowo nasilają ich aktywację. Dochodzi do zmian morfologicznych płytek, a także ekspresji wielu białkowych cząsteczek na ich powierzchni. Uwolniona serotonina powoduje zwężenie naczyń krwionośnych w obrębie zranienia.
Chociaż czop płytkowy czasowo doprowadza do zahamowania krwawienia, właściwy skrzep powstaje poprzez utworzenie sieci włóknika, która powoduje jego wzmocnienie i stabilizację. Dochodzi do tego przez aktywację kaskady krzepnięcia: krążące w osoczu krwi nieaktywne czynniki krzepnięcia zaczynają się wzajemnie aktywować. Uszkodzenie mechaniczne komórek okołonaczyniowych (np. fibroblastów) powoduje wydzielanie przez nie trombokinazy (tromboplastyny), która uruchamia szereg procesów prowadzących do powstania właściwego czynnika inicjującego krzepnięcie krwi – w procesie tym ważne są jony wapnia oraz białkowe czynniki osocza.
W rezultacie kaskady krzepnięcia aktywna forma czynnika X, przy współdziałaniu nieenzymatycznego kofaktora – czynnika Va – oraz fosfolipidów powierzchniowych tworzy kompleks (protrombinaza), który w sposób proteolityczny przekształca protrombinę do trombiny. Trombina z kolei powoduje przekształcenie fibrynogenu (osoczowego białka krążącego we krwi) w fibrynę (białko nierozpuszczalne w wodzie), która tworzy sieć włókien, będących szkieletem skrzepu.

## Znaczenie witaminy K w krzepnięciu krwi
Synteza protrombiny i prokonwertyny w wątrobie wymaga odpowiedniego zaopatrzenia organizmu w witaminę K (głównie filochinonu). Niedobór tej witaminy powoduje zaburzenia w krzepnięcia krwi, łatwość powstawania krwotoków wewnętrznych i zewnętrznych oraz problemy z gojeniem się ran.
Główne znaczenie biochemiczne witamin K polega na udziale w procesach potranslacyjnej γ-karboksylacji białek PIVKA, a konkretniej reszt kwasu glutaminowego w tych białkach w pozycji γ. Witamina K uczestniczy w tej reakcji jako kofaktor γ-karboksylazy. Warunkuje to utrzymanie prawidłowego stężenia czynników krzepnięcia: II, VII, IX, X, a także osteokalcyny, osteopontyny, osteonektyny. Witaminy K zapewniają prawidłowe krzepnięcie krwi i powodują zatrzymanie krwawienia. Odgrywają rolę w gospodarce wapniowej, która również ma wpływ na sprawność procesu krzepnięcia krwi.
Witamina K1 jest przyjmowana z pokarmem, głównie zielonymi warzywami liściastymi, a witaminę K2 syntetyzują niektóre bakterie jelitowe w jelicie grubym.

## Osoczowe czynniki krzepnięcia
| Numer lub nazwa                                                                                              | Funkcja |
| --- | --- |
| czynnik I (fibrynogen)                                                                                       | Tworzenie skrzepu fibrynowego |
| czynnik II (protrombina)                                                                                     | Pod wpływem protrombinazy przekształcana jest w nierozpuszczalną trombinę (IIa). Uczynniany na powierzchni płytek krwi przez kompleks protrombinowy (Ca2+, czynnik Va i Xa) (czynniki II, VII, IX, X są zymogenami zawierającymi reszty karboksyglutaminowe)                     |
| czynnik III (tromboplastyna tkankowa, czynnik tkankowy)                                                      | Na powierzchni pobudzonych komórek śródbłonka w obecności fosfolipidu staje się kofaktorem dla czynnika VIIa |
| czynnik IV (jony Ca2+)                                                                                       | Niezbędny do aktywacji zymogenów, reszty Gla na N-końcach cząsteczek (czynniki II, VII, IX i X) są miejscami o dużym powinowactwie do jonów Ca2+ |
| czynnik V (proakceleryna, czynnik chwiejny, ac-globulina)                                                    | Aktywowany jest przez trombinę, uaktywniony czynnik V (Va) jest kofaktorem w reakcji aktywacji protrombiny przez czynnik Xa |
| czynnik VI (akceleryna, aktywny czynnik V)                                                                   | Aktywny czynnik Va |
| czynnik VII (prokonwertyna, czynnik stabilny)                                                                | Aktywowany przez trombinę w obecności jonów wapnia, wraz z czynnikiem tkankowym (TF) inicjuje proces krzepnięcia |
| czynnik VIII (czynnik antyhemofilowy, globulina przeciwkrwawiączkowa, czynnik przeciwhemofilowy A, AHG)      | Aktywowany przez trombinę, czynnik VIIIa jest kofaktorem w reakcji aktywacji czynnika X przez czynnik IXa |
| czynnik IX (czynnik Christmasa, czynnik przeciwhemofilowy B, PTC)                                            | Aktywowany przez czynnik XIa w obecności jonów wapnia, jest zymogenem posiadającym zależne od witaminy K reszty γ-karboksyglutaminianowe. Aktywuje czynnik IX do proteazy serynowej – czynnika IXa, rozkładającego wiązanie między argininą i izoleucyną w cząsteczce czynnika X |
| czynnik X (czynnik Stuarta-Prower)                                                                           | Tworzy kompleks protrombinazy z czynnikiem V |
| czynnik XI (PTA – plasma thromboplastin antecedent, czynnik przeciwhemofilowy C, czynnik Rosenthala)         | Czynnik przeciwhemofilowy C |
| czynnik XII (czynnik Hagemana, czynnik kontaktowy)                                                           | Powoduje przejście plazminogenu w plazminę (fibrynolizynę) oraz przejście prekalikrein w kalikreiny |
| czynnik XIII (fibrynaza, FSF czynnik Laki–Loranda, transglutaminaza osoczowa, czynnik stabilizujący fibrynę) | Stabilizuje fibrynę |
| czynnik von Willebranda                                                                                      | Wiąże czynnik VIII, pośredniczy w adhezji trombocytów |
| prekalikreina (czynnik Fletchera)                                                                            | Aktywuje czynnik XII i prekalikreinę, rozpada się na HMWK |
| wielkocząsteczkowy kininogen (HMWK, czynnik Fitzgeralda)                                                     | Wspiera wzajemną aktywację czynnika XII, XI i prekalikreiny |
| fibronektyna                                                                                                 | Pośredniczy w adhezji trombocytów |
| antytrombina III                                                                                             | Inhibitor czynnika IIa, Xa i innych proteaz |
| kofaktor heparyny II                                                                                         | Inhibitor czynnika IIa, kofaktor heparyny i siarczanu dermatanu |
| białko C | Dezaktywuje |
| białko S | Kofaktor aktywowanego białka C (APC, nieaktywne gdy związane z białkiem wiążącym C4b) |
| białko Z | Pośredniczy w adhezji trombiny do fosfolipidów i stymuluje degradację czynnika X przez ZPI |
| inhibitor proteazy związany z białkiem Z (ZPI)                                                               | Degraduje czynniki X (obecności białka Z) i XI (niezależnie) |
| plazminogen                                                                                                  | Przekształca się w plazminę, rozkłada włóknik i inne białka |
| alfa 2-antyplazmina                                                                                          | Inhibitor plazminy |
| tkankowy aktywator plazminogenu (tPA)                                                                        | Aktywuje plazminogen |
| urokinaza | Aktywuje plazminogen |
| inhibitor aktywatora plazminogenu-1 (PAI1)                                                                   | Dezaktywuje tPA i urokinazę (śródbłonkowy PAI) |
| inhibitor aktywatora plazminogenu-2 (PAI2)                                                                   | Dezaktywuje tPA i urokinazę (łożyskowy PAI) |
| prokoagulant nowotworowy                                                                                     | Patologiczny aktywator czynnika X związany z zakrzepicą nowotworową |

Nazwy czynników Christmasa (IX), Stuarta-Prowera (X) i Hagemana (XII) pochodzą od chorych, u których zdiagnozowano ich brak pierwszy raz. Nazwiska Rosenthala, Laki i Loranda to nazwiska badaczy, którzy opisywali czynniki krzepnięcia.

## Zaburzenia krzepnięcia krwi
- niedostateczne krzepnięcie krwi, co może powodować krwotoki, krwiaki i krwawienia z błon śluzowych (hemofilia, małopłytkowość, choroba von Willebranda)
- nadmierne krzepnięcie krwi, co może powodować zakrzepy (żylna choroba zakrzepowo-zatorowa)
- zespół rozsianego wykrzepiania wewnątrznaczyniowego

## Koagulogram
Koagulogram to badanie krwi, oceniające jej krzepliwość. Jest jednym z obowiązkowych badań zlecanych przed operacjami. Wskazaniem do jego wykonania są także krwawienia z układu pokarmowego, bardzo obfite miesiączki, powtarzające się krwawienia z nosa, siniaki pojawiające się nawet po niewielkich urazach. O skierowanie na badanie powinny postarać się kobiety, które odstawiły hormonalne leki antykoncepcyjne. Ponadto lekarz może zlecić to badanie w przypadku chorób kardiologicznych, chorób wątroby i w przypadku podejrzenia zakrzepów.
Badanie to obejmuje następujące parametry:
1. Czas kaolinowo-kefalinowy (APTT) – czas częściowej tromboplastyny po aktywacji.
2. Czas protrombinowy (PT), inaczej czas tromboplastynowy, jest miarą zewnątrzpochodnego układu aktywacji protrombiny.
3. Czas trombinowy (TT).
4. Czas batroksobinowy (reptylazowy – RT) to czas krzepnięcia osocza po aktywacji trombinopodobnym enzymem – reptylazą.
5. Fibrynogen – stężenie fibrynogenu.
6. Antytrombina III (AT III) jest naturalną glikoproteiną, która produkowana jest w wątrobie i jest inhibitorem proteaz serynowych

| Parametry  | Norma                                                                                       | Poniżej normy                                                                                      | Powyżej normy |
| ---------- | ------------------------------------------------------------------------------------------- | -------------------------------------------------------------------------------------------------- | --- |
| APTT       | 28-30 s.                                                                                    | nadkrzepliwość                                                                                     | Wrodzony niedobór czynnika VIII (hemofilia A), IX (hemofilia B), XI (hemofilia C), afibrynogenemia, hipo- i dysfibrynogenemia, niektóre postaci choroby von Willebranda, obecność inhibitorów krzepnięcia (heparyna, produkty degradacji fibrynogenu, krążące antykoagulanty). |
| PT         | 13-17 sek lub 0,9-1,3 INR (2–4 INR zakres terapeutyczny) lub 80–120 proc. (wskaźnik Quicka) | zakrzepica, trombofilia                                                                            | Wrodzony niedobory czynników II, V, VII, X, przewlekłe choroby miąższu wątroby, niedobór witaminy K, rozsiane wykrzepianie wewnątrznaczyniowe (DIC), białaczka, mocznica, choroba Addisona-Biermera                                                                            |
| TT         | 15-20 s.                                                                                    | | Zespół rozsianego wykrzepiania śródnaczyniowego, marskość i inne choroby wątroby. |
| RT         | 16-22 sek.                                                                                  | | |
| Fibrynogen | 1.8-3.5 g/L                                                                                 | | Choroby nerek (zespół nerczycowy, kłębuszkowe zapalenie nerek, zespół hemolityczno- mocznicowy), zawał serca i udar mózgu, choroby nowotworowe, plamica zakrzepowa małopłytkowa, kolagenozy, stosowaniu niektórych leków, w tym doustnych środków antykoncepcyjnych            |
| AT III     | 75–150%                                                                                     | uszkodzenie wątroby, niewydolność nerek, choroba nowotworowa, zakrzepica naczyń, zatorowość płucna | Wirusowe zapalenie wątroby, niedobór witaminy K, leczenie sterydami anabolicznymi. Po przeszczepie nerki. |

Opracowano na podstawie Szutowicz A., Raszei-Specht A. Diagnostyka laboratoryjna.